# Zygonemertes thalassina
Zygonemertes thalassina är en djurart som tillhör fylumet slemmaskar, och som beskrevs av Ernest F. Coe 1901. Zygonemertes thalassina ingår i släktet Zygonemertes och familjen Amphiporidae. Inga underarter finns listade i Catalogue of Life.